# Diana Santos (ativista)
Diana Vanessa Conceição dos Santos (Porto de Mós, 21 de julho de 1984) é ativista pelos direitos humanos e civis das pessoas com deficiência e foi deputada à Assembleia da República na XIV legislatura pelo Bloco de Esquerda.

## Biografia
Diana Santos nasceu em Porto de Mós, e com três anos foi viver para o Lavradio, e mais tarde para a freguesia de Santo André.
Actualmente, possui uma licenciatura em Psicologia Clínica e uma pós-graduação em doenças metabólicas e comportamento alimentar, e é especialista em Sexualidade Clínica e Terapia de Casal. Fez parte da XIV Legislatura da Terceira República Portuguesa, onde substituiu a deputada Sandra Cunha, que renunciou ao mandato. Iniciou o seu mandato pelo círculo de Setúbal a 14 de abril de 2021, e terminou em 28 de março de 2022. Foi a primeira deputada tetraplégica em Portugal.
Diana Santos é também a atual presidente da Associação Centro de Vida Independente (CVI), da qual é membro fundador, e é desde 2020 coordenadora para esta organização no Distrito de Lisboa. Em 2021 participou num projecto-piloto de provisão de um assistente pessoal a pessoas com deficiência, Modelo de Apoio à Vida Independente (MAVI).